# Cardy

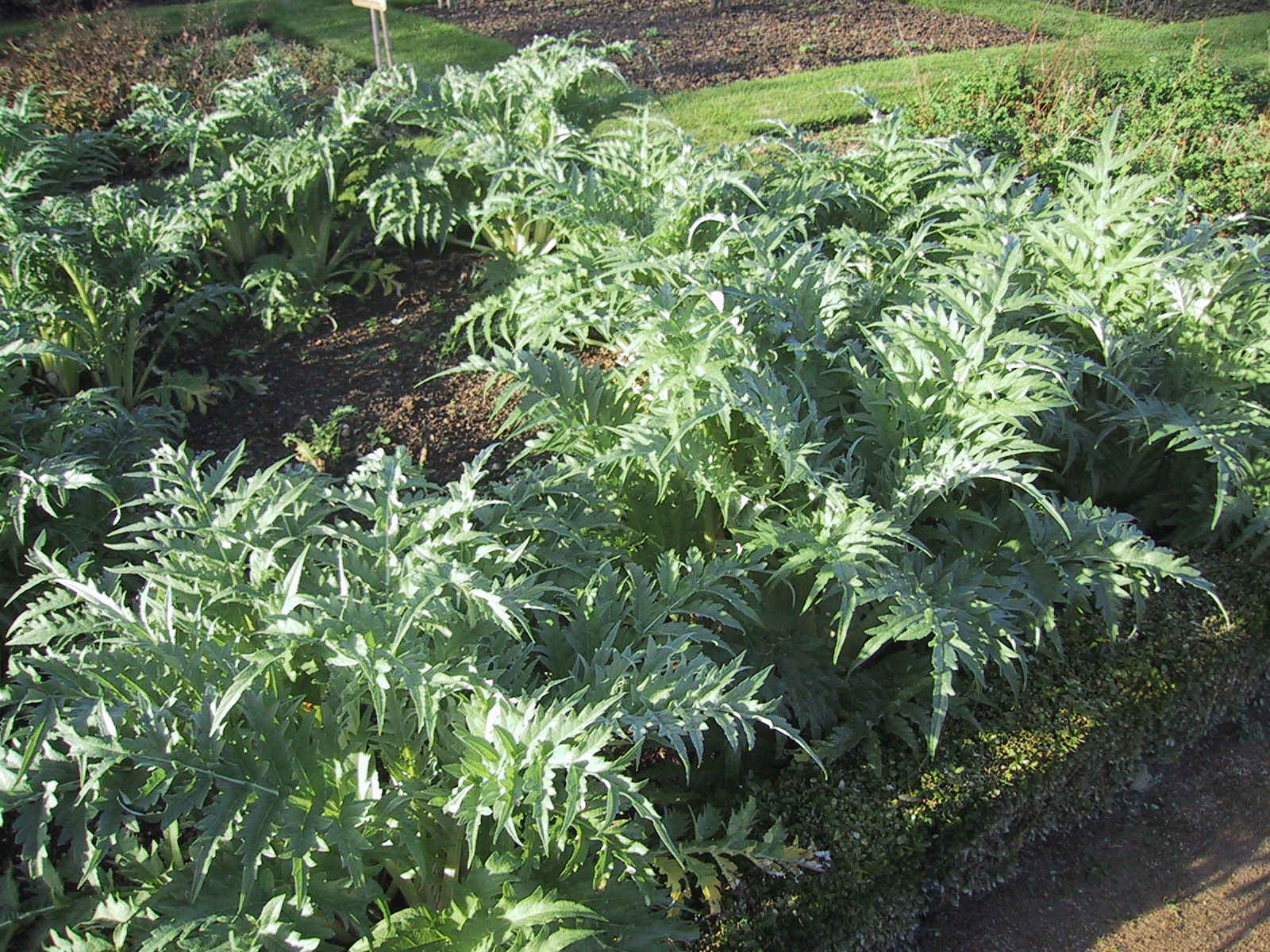
Junge Pflanzen im Cardy-Anbau

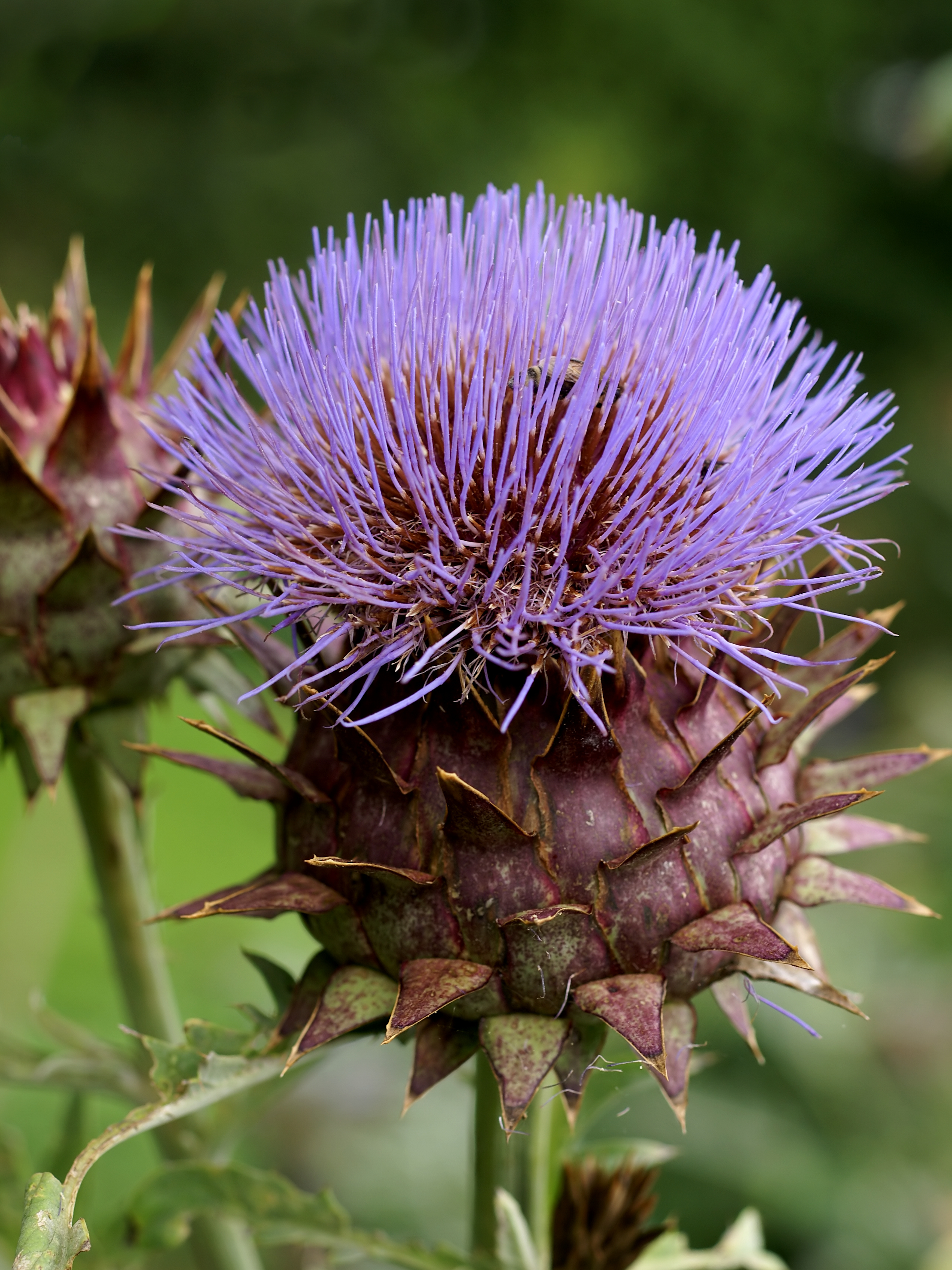
Blütenstand mit blauen Röhrenblüten.

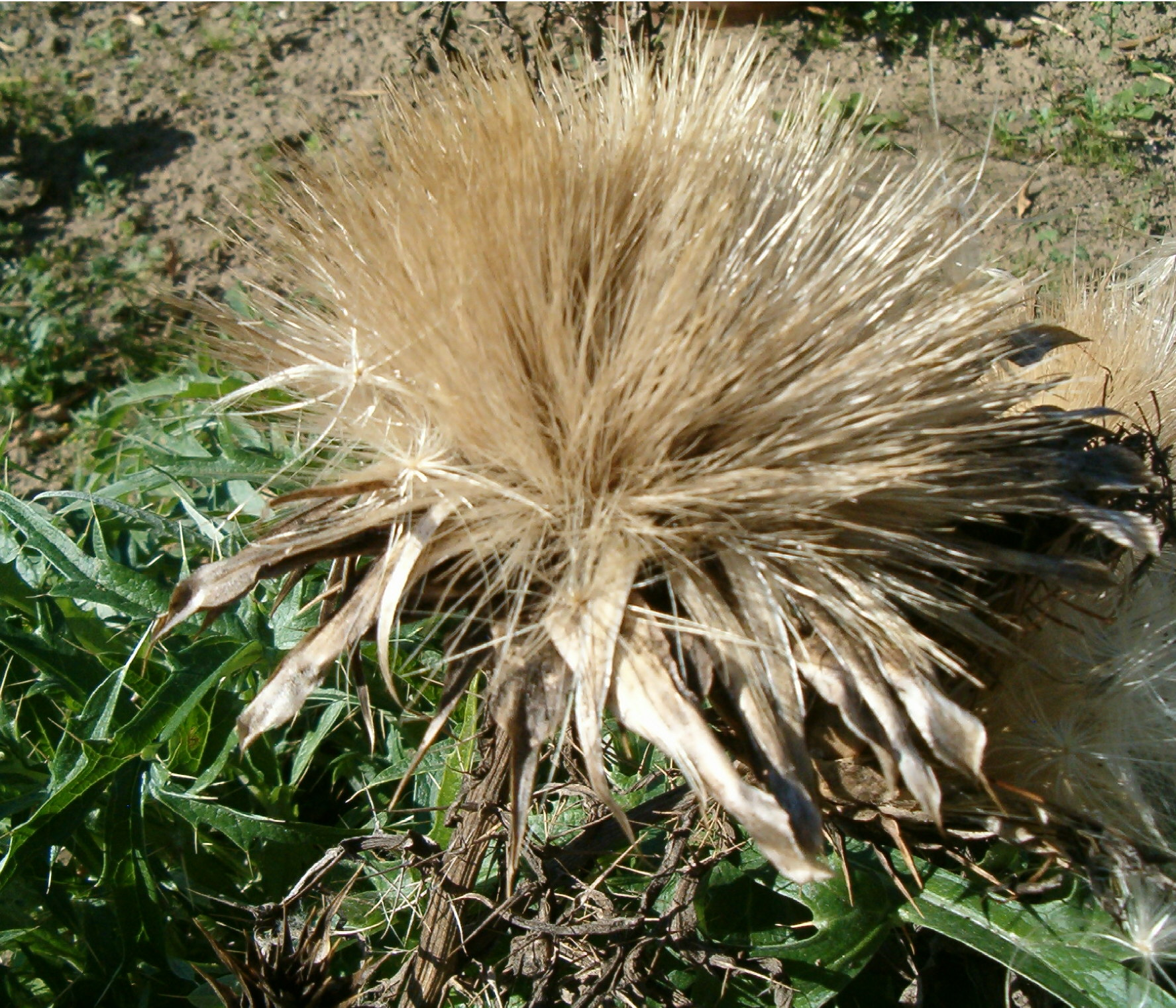
Fruchtstand mit Pappus.

Cardy (Cynara cardunculus), weitere Trivialnamen sind Spanische Artischocke, Gemüseartischocke, Kardunkelartischocke und Kardone (englisch cardoon), bezeichnet eine distelartige, kräftige Kulturpflanze aus der Familie der Korbblütler (Asteraceae). Diese Sortengruppe wird wegen ihrer fleischigen Blattstiele, die als Gemüse genutzt werden, angebaut. Ebenfalls zu Cynara cardunculus zählt die Artischocke.

## Beschreibung
Die Gemüseartischocke ähnelt in allen Teilen ihren wilden Vorfahren, Cynara cardunculus. Es ist eine kurzlebige krautige Pflanze, die Wuchshöhen von 50 bis 250 cm erreicht. Die großen Laubblätter sind meist tief gelappt bis zusammengesetzt mit einem stacheligen Blattrand. Im Unterschied zu ihren wild wachsenden Vorfahren sind die Blattstiele verdickt.
Die Hauptblütezeit erstreckt sich von August bis September. Verglichen mit nicht domestizierten Formen weist die Gemüseartischocke eine größere Anzahl Blütenstände pro Pflanze auf. Die großen körbchenförmigen Blütenstände enthalten nur Röhrenblüten.

## Geschichte
Die frostempfindliche Artischocke stammt ursprünglich aus dem Mittelmeerraum; vom östlichen Mittelmeer (Türkei und Persien) bis nach Nordafrika, westlich bis Spanien und ebenso auf den Kanarischen Inseln. Sichere Berichte über die Gemüseartischocke gibt es erst später als bei der Artischocke. Um 1600 taucht sie erstmals auf Gemälden auf, etwa bei Caravaggio und Juan Sánchez Cotán.
Die Bezeichnungen „Cardy“ und „Kardone“ gehen auf das lateinische „carduus“ zurück, was sich auf die Bestachelung bezieht.

## Verwendung

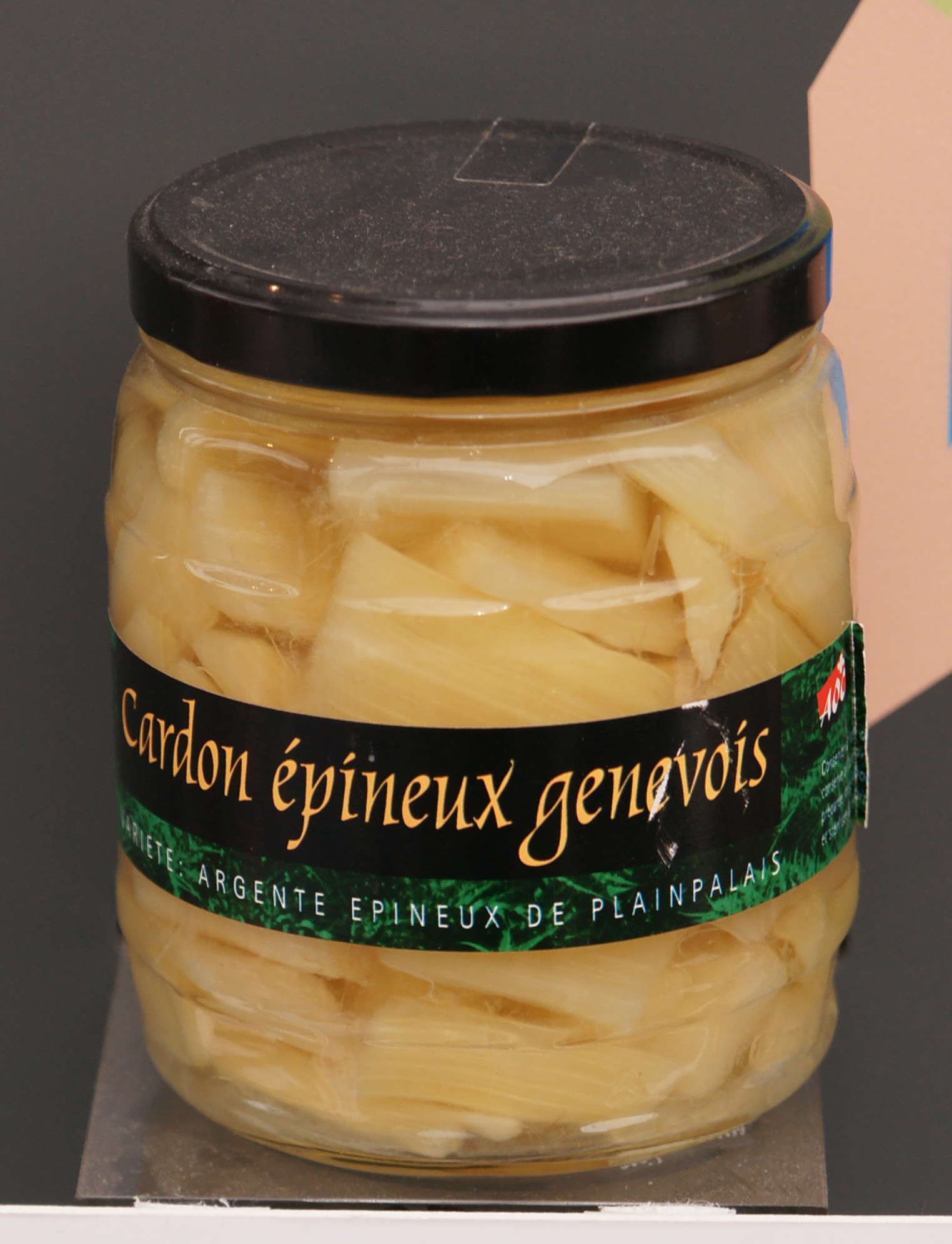
Cardon épineux genevois, Genfer Cardy

Die Gemüseartischocke wird einjährig angebaut und aus Samen vermehrt. Im Unterschied zur Artischocke wird Cardy entweder schon auf dem Feld vor der Ernte in Plastikfolien verpackt oder mit anderen Materialien eingehüllt und damit gebleicht, oder die Bleichung erfolgt in einem dunklen Raum nach der Ernte.

### Nahrungsmittel
Gegessen werden die gebleichten Blattstiele sowie bisweilen die graugrünen Blätter. Der Geschmack von Cardy ist leicht bitter und artischockenähnlich.
Eine der bekanntesten Cardy-Sorten ist die Sorte 'Cardon argenté épineux de Plainpalais'. Sie wurde als erstes Schweizer Gemüse ins Register der geschützten Ursprungsbezeichnungen (GUB/AOC) aufgenommen.

### Heilpflanze
Außer als Gargemüse werden die Blätter in Säften, Tees, Trockenextrakten und Tinkturen verwendet. Ihre medizinische und diätetische Wirkung wird auf den Gehalt an speziellen Flavonoiden und Chinasäurederivaten zurückgeführt.
Die Artischocke wurde 2003 zur Arzneipflanze des Jahres gewählt.

## Trivialnamen
Für Cardy bestehen bzw. bestanden auch die weiteren deutschsprachigen Trivialnamen: Cardi (Österreich), Cardon (Bern), Karde und Kardon (Hohenlohe), in der Schweiz auch Kardy.

## Belege
- David J. Keil: Cynara. In: Flora of North America Editorial Committee (Hrsg.): Flora of North America North of Mexico. New York and Oxford, 1993+. Bd. 19, S. 89. Online, abgerufen am 4. Februar 2008.
- Silke Göttmann: Einfluss von Sorte, Saatzeit und Standraum auf Blattertrag und Wirkstoffgehalt der Artischocke (Cynara cardunculus ssp. flavescens WIKL.). Dissertation, Universität Gießen 2006 (Volltext).
- Gabriella Sonnante, Domenico Pignone, Karl Hammer: The Domestication of Artichoke and Cardoon: From Roman Times to the Genomic Age. In:  AOBPreview, 4. Juli 2007. doi:10.1093/aob/mcm127.